# Slzný plyn

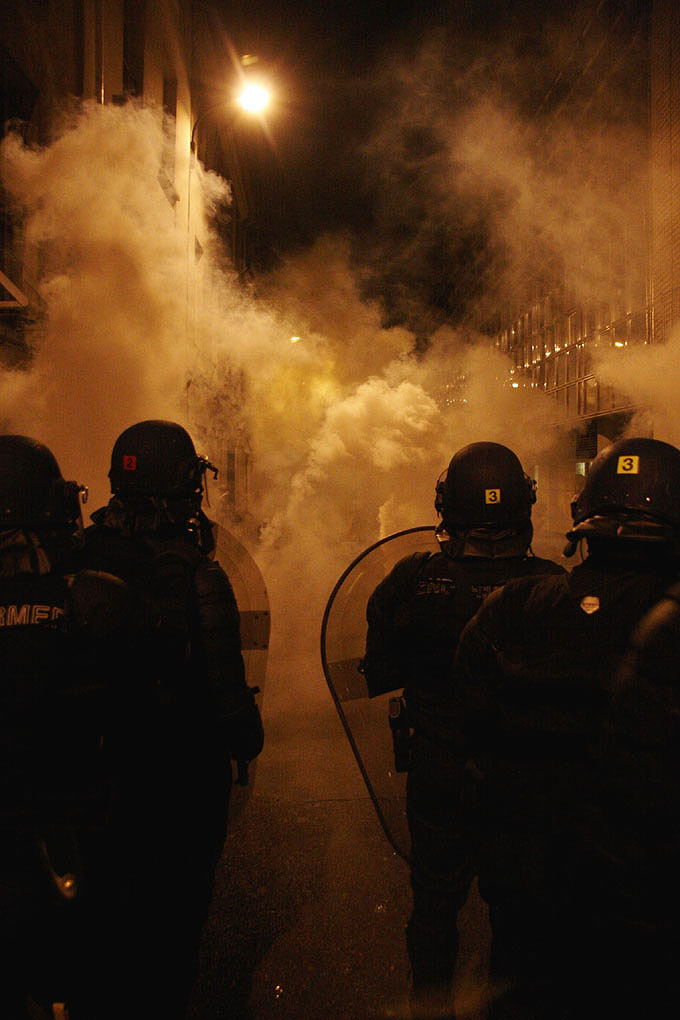
Použití slzného plynu při demonstraci

Slzný plyn je nespecifické označení pro skupinu bojových látek (neletálních zbraní), které dráždí oční a spojivkovou sliznici a obvykle také dýchací cesty. Slzný plyn používá např. policie při rozhánění nepokojů a demonstrací. K běžným slzným plynům patří bromaceton, bromacetofenon, chloracetofenon. Slzné účinky má i chloraceton, který se ale používal spíše jako plicní iritant. Rovněž estery organických chloroderivovaných kyselin mohou mít slzné účinky (ethyl-chloracetát). Slzné plyny mají řadu dalších nebezpečných vedlejších účinků, např. poškození očí, popálení kůže a sliznic, poškození jater a ledvin (při požití či dlouhodobé expozici), mohou vyvolat astmatický záchvat či způsobit edém plic při vdechnutí (může být smrtelný).
Kromě uvedených halogenderivátů může mít slzné účinky např. i akrolein, který se tak určitou dobu používal. Ten je navíc jedovatý a karcinogenní.
Použití slzného plynu jako bojového prostředku ve válce je zakázáno Úmluvou o zákazu chemických zbraní.
Používané látky je možno pohlcovat aktivním uhlím, takže plynová maska proti slznému plynu poskytuje ochranu.
V případě použití jako obranného spreje se používá také název kasr.

## Druhy náplní
- CS – o-chlorbenzylidenmalononitril – starší typ náplně
- OC – oleoresin capsicum, často se kombinuje s MC – (angl. major capsaicinoids)